# Golfo de Finlandia
El golfo de Finlandia (en finés: Suomenlahti; en ruso: Финский залив; en sueco: Finska viken; en estonio: Soome laht) es el más oriental de los brazos del mar Báltico, y está situado en Europa del norte, entre Finlandia, al norte, y Estonia, al sur. La orilla oriental del golfo pertenece a Rusia. 
En el extremo este del golfo, donde desemboca el río Nevá, está San Petersburgo, la segunda ciudad más poblada de Rusia. Otras ciudades importantes situadas en la costa del golfo son Helsinki, la capital finlandesa, en la orilla norte, y Tallin, la capital estonia, en la orilla sur.
La parte oriental del golfo pertenece a Rusia y algunos de las más importantes puertos petroleros están allí localizados, cerca de San Petersburgo, (incluyendo Primorsk). Por ser la ruta hacia San Petersburgo, el golfo de Finlandia ha sido, y continúa siendo, de gran importancia estratégica para Rusia. Algunos de los problemas medioambientales más graves que afectan al mar Báltico son producidos en las aguas bajas de este golfo, por estar tan encerrado.

## Geografía

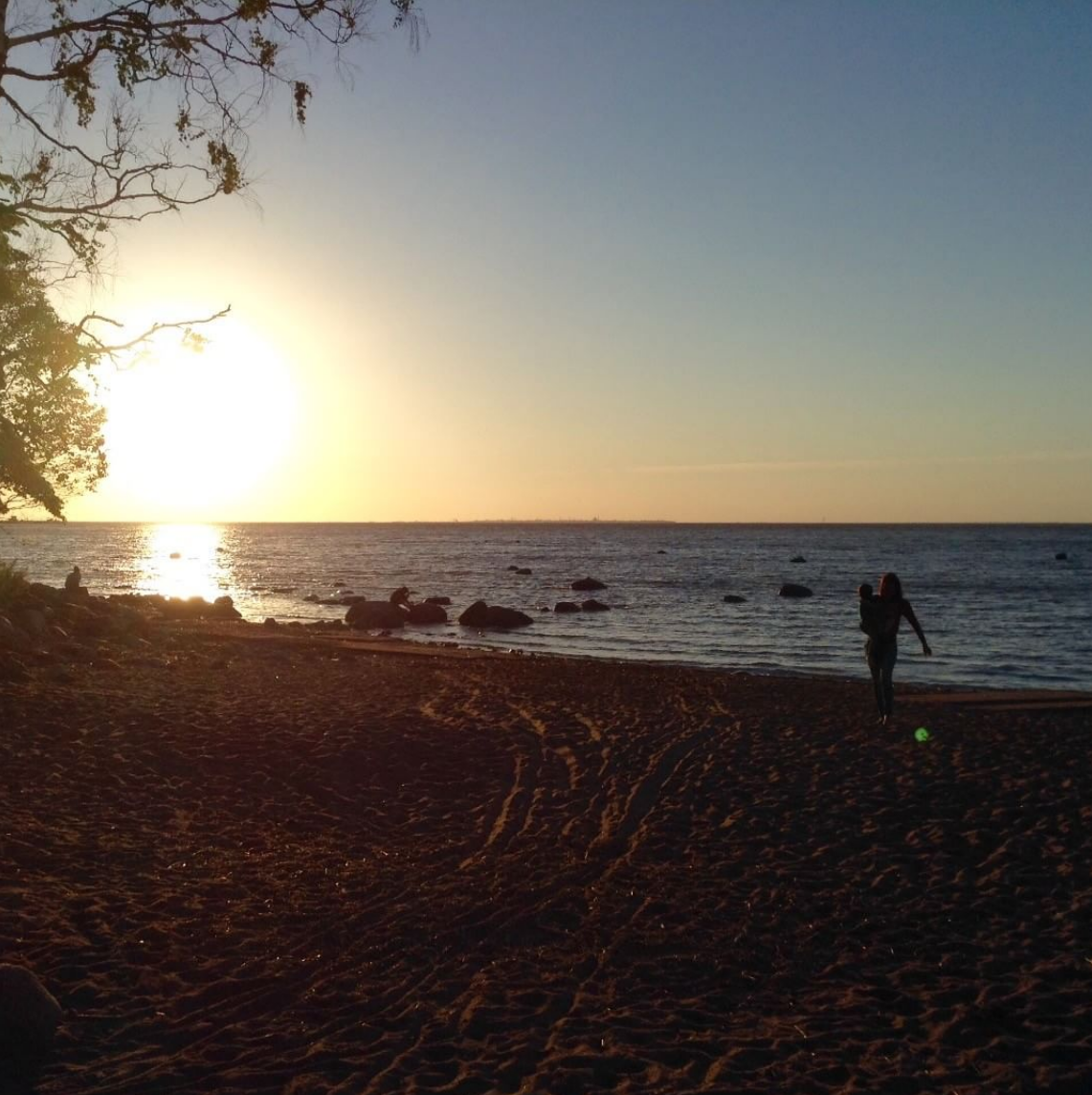
Atardecer en el Golfo de Finlandia

El golfo de Finlandia comprende un área de 29 500 km². Con una longitud de 428 km, el golfo comienza en el mar Báltico, dirigiéndose hacia el este, y finalizando en el golfo de Kronstadt, frente a San Petersburgo. Su anchura es variable, con un ancho máximo de 120 km (entre Kotka y Sillamae); un ancho en la boca de 75 km; un tramo de unos 52 km, entre Porkkala, cerca de Kirkkonummi, hasta Rohuneeme, cerca de Tallin); y una anchura mínima en la parte más oriental, entre 10−28 km. Sus accidentes geográficos más notables son, en la costa norte, la bahía de Víborg, y en el sur la bahía de Narva, ambas en Rusia. 
Existen varias islas en el golfo de Finlandia. Gogland, Bolshói Tyuters, Moschny y Séskar son las mayores, y hay un incontable número de islas a lo largo de toda la costa norte, desde el oeste hasta la bahía de Výborg, en el este. Las partes más profundas pueden encontrarse en la boca del golfo, donde puede alcanzar una profundidad de 80–100 m. Sin embargo, pueden encontrarse partes aún más profundas, superiores a los 100 m, en la costa sur: justo al norte de Tallin se encuentra la parte más profunda (con 121 m). Al contrario, la parte norte es de poca profundidad y nunca supera los 60 m, además de ser muy rocosa, lo cual dificulta mucho la navegación costera. Alrededor del 5% la masa de agua del mar Báltico se encuentra en el golfo de Finlandia.
Las corrientes oceánicas tienden a moverse en el sentido de las agujas del reloj en el hemisferio norte (debido al efecto Coriolis); por lo tanto, las aguas se mueven hacia el este en la costa finesa y hacia el oeste en la costa estonia. La ya baja salinidad de las aguas del golfo es aún más baja en el extremo oriental, debido a que el río Nevá, el tercero en caudal de Europa, desagua allí.

## Problemas medioambientales
La grave eutrofización de las aguas es el mayor problema del golfo de Finlandia. El florecimiento de las algas que ocurre durante el verano, puede cubrir grandes áreas del golfo.

## Sitio Ramsar de la costa meridional del golfo de Finlandia
En 1994 se declara sitio Ramsar número 689 (60°00′N 29°15′E), una zona de 64 km², al sur del golfo de Finlandia, al oeste del puente que atraviesa el golfo por la isla de Kotlin. El sitio comprende una bahía poco profunda con juncos, arena y playas pedregosas. Los hábitats terrestres incluyen bosques de alisos (Alnus glutinosa), parches de abetos y pinos, y bosques mixtos de abedules y álamos. El sitio es importante para numerosas especies de aves acuáticas durante la migración primaveral y, en menor medida, durante la migración otoñal y las temporadas de reproducción. La pesca es la principal actividad humana.

## Pueblos y ciudades
| - Espoo - Hamina - Hanko - Helsinki | - Kirkkonummi - Kotka - Kronstadt - Kunda - Loksa | - Lomonósov - Loviisa - Maardu - Narva-Jõesuu | - Paldiski - Peterhof - Porvoo - Primorsk | - San Petersburgo - Sestroretsk - Sillamäe - Sosnovy Bor | - Tallin - Vantaa - Výborg - Zelenogorsk |

## Principales islas
- Bolshói Tyuters (Tytärsaari)
- Gogland (Suursaari)
- Isla de Kotlin
- Moschny (Lavansaari)
- Naissaar
- Séskar (Seiskari)
- Islas Pakri